# 天紀三
武仙座ε，又名BD+31 2947，HD 153808、SAO 65716、HR 6324，是武仙座的一颗恒星，视星等为3.92，位于銀經52.85，銀緯36.17，其B1900.0坐标为赤經16h 56m 27.7s，赤緯+31° 36.17′ 25″。